# Kryder
Kryder, de son vrai nom Kriss Knight, est un disc-jockey anglais né à Manchester et actif depuis 2010.